# Hell of a Tester
Hell of a Tester — третий студийный альбом финской рок-группы The Rasmus, выпущен 2 ноября 1998 года и стал золотым в Финляндии. Песня Liquid стала хитом и попала в топ-40 MTV Скандинавии. Эта же песня стала единственной с альбома на которую сняли клип.

## Список композиций
Авторы песен — The Rasmus
1. «Every Day» — 3:17
2. «Dirty Moose» — 3:27
3. «Swimming with the Kids» — 3:30
4. «Man in the Street» — 3:32
5. «Tonight Tonight» — 1:54
6. «City of the Dead» — 3:23
7. «Liquid» — 4:18
8. «Pa-Pa» — 2:18
9. «Vibe» — 2:48
10. «Help Me Sing» — 3:26
11. «Tempo» — 4:49

## Участники записи
- Лаури Юлёнен
- Паули Рантасалми
- Ээро Хейнонен
- Янне Хейсканен